# Ceanothus lobbianus
Ceanothus lobbianus là một loài thực vật có hoa trong họ Táo. Loài này được Hook. mô tả khoa học đầu tiên năm 1854.